# Bataille de Machias (1777)
Pour les articles homonymes, voir Bataille de Machias.
Guerre d'indépendance des États-Unis
Batailles
Campagne de Boston :
- Powder Alarm
- Suffolk Resolves
- Lexington et Concord
- Boston
- Thompson's War (en)
- Menotomy (en)
- Fairhaven
- Chelsea Creek
- Machias
- Bunker Hill
- Gloucester
- St. John (en)
- Falmouth
- Charlottetown (en)
- Expédition Knox
- Dorchester Heights

m
Opérations navales de la guerre d'indépendance des États-Unis (en) :
- Bataille de Fairhaven
- Machias (1775)
- Bataille de Gloucester (1775)
- Incendie de Falmouth
- Block Island
- Bataille de Turtle Gut Inlet (en)
- Bataille de Machias (1777)
- Newport
- Raid de Grey (en)
- Raid de Chesapeake (en)
- Raid de Tryon (en) (Bataille de Norwalk (en))
- Expédition de Penobscot
- Cap Henry
- Cap Breton
- Capture de l'USS Trumbull (en)
- Bataille du cap Ann (en)
- Baie de Chesapeake
- Capture du HMS Savage (en)
- Bataille de baie du Delaware (1re) (en)
- Bataille navale d'Halifax (en)
- Raid sur Lunenburg (en)
- Baie d'Hudson
- Bataille de la baie du Delaware (2e) (en)
- Bataille de la baie du Delaware (3e) (en)
- Combat du 22 janvier 1783 (en)

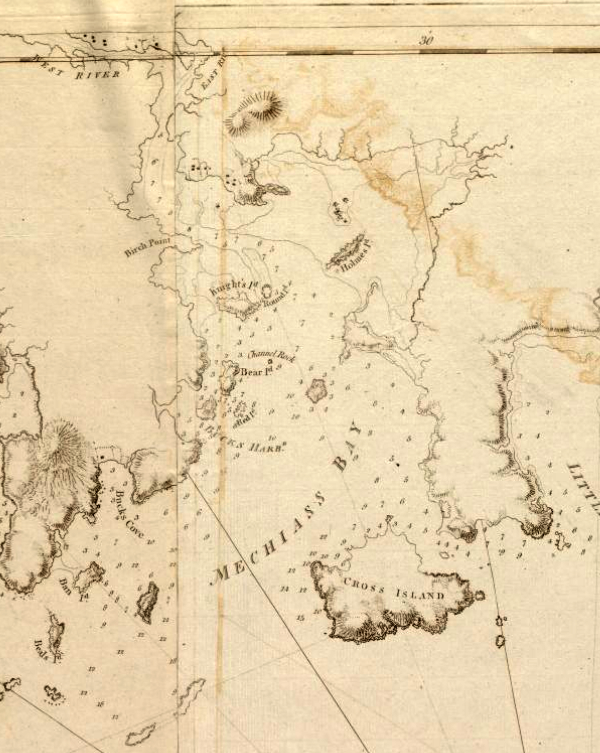
Carte maritime de la baie de Machias datant de 1776.

La Bataille de Machias est un assaut amphibie sur la ville de Machias dans le district du Maine dépendant de la province du Massachusetts effectué les 13 et 14 août 1777 par les forces britanniques pendant la guerre d'indépendance américaine.
Les forces britanniques comprenant la frégate Rainbow, Blonde et Mermaid ainsi que le brick Hope arrivent dans la baie de Machias le 13 août 1777. Les forces américaines comptent 50 miliciens, environ 500 indiens et quelques petits canons du sloop Marishete.
La milice locale aidée par des alliés indiens a réussi à empêcher les troupes britanniques de débarquer. Le raid, dirigé par le commodore Sir George Collier, était exécuté pour tenter de parer à un deuxième assaut prévu sur le fort Cumberland qui avait été assiégé en novembre 1776 par les Patriots. Les forces britanniques ont débarqué sous Machias, saisi un navire et fait une descente dans un entrepôt.
Le résultat du raid a été contesté. Collier a affirmé que l'action avait réussi à détruire des magasins militaires pour une attaque contre Fort Cumberland, tandis que les défenseurs ont affirmé qu'ils avaient réussi à empêcher la prise de Machias et à chasser les Britanniques. Les britanniques ont eu trois hommes tués et dix-huit blessés mais ont capturé un sloop chargé de bois. Les américains ont perdu un homme tué et un blessé et n'ont finalement pas lancé d'attaque sur Nova Scotia.
Cette bataille ne doit pas être confondue avec celle de 1775 considérée comme la première bataille navale de cette guerre.